# Magyarország az 1994-es atlétikai Európa-bajnokságon
Magyarország a finnországi Helsinkiben megrendezett 1994-es atlétikai Európa-bajnokság egyik részt vevő nemzete volt. Az ország a versenyen 27 sportolóval képviseltette magát.

## Érmesek
| Érem  | Versenyző    | Versenyszám  | Dátum        |
| ----- | ------------ | ------------ | ------------ |
| Ezüst | Ináncsi Rita | Női hétpróba | augusztus 9. |

## Eredmények

### Férfi
| Versenyző       | Versenyszám     | Előfutam | Előfutam | Előfutam | Elődöntő | Elődöntő | Elődöntő | Döntő   | Döntő    |
| Versenyző       | Versenyszám     | Idő      | Hely.    | Össz.    | Idő      | Hely.    | Össz.    | Idő     | Helyezés |
| --------------- | --------------- | -------- | -------- | -------- | -------- | -------- | -------- | ------- | -------- |
| Káldy Zoltán    | 5 000 m         | 13:45,70 | 8.       | 19.      |          |          |          | kiesett | kiesett  |
| Káldy Zoltán    | 10 000 m        |          |          |          |          |          |          | 28:22,0 | 12.      |
| Bédi Tibor      | 110 m gát       | 13,94    | 6.       | 25.      | kiesett  | kiesett  | kiesett  | kiesett | kiesett  |
| Csillag Levente | 110 m gát       | 14,02    | 7.       | 27.      | kiesett  | kiesett  | kiesett  | kiesett | kiesett  |
| Kovács Dusán    | 400 m gát       | 50,01    | 4.       | 13.      | 50,01    | 7.       | 13.      | kiesett | kiesett  |
| Urbanik Sándor  | 20 km gyaloglás |          |          |          |          |          |          | 1:22,49 | 8.       |
| Czukor Zoltán   | 50 km gyaloglás |          |          |          |          |          |          | 3:51,25 | 11.      |
| Dudás Gyula     | 50 km gyaloglás |          |          |          |          |          |          | 4:15,14 | 24.      |

| Versenyző      | Versenyszám   | Selejtező | Selejtező | Döntő    | Döntő    |         |
| Versenyző      | Versenyszám   | Eredmény  | Helyezés  | Eredmény | Helyezés |         |
| -------------- | ------------- | --------- | --------- | -------- | -------- | ------- |
| Almási Csaba   | Távolugrás    | 713 cm    | 31.       | kiesett  | kiesett  | kiesett |
| Ordina Tibor   | Távolugrás    | 752 cm    | 27.       | kiesett  | kiesett  |         |
| Uzsoki János   | Távolugrás    | 711 cm    | 32.       | kiesett  | kiesett  |         |
| Czingler Zsolt | Hármasugrás   | 16,45 m   | 6.        | 16,21 m  | 11.      |         |
| Bakler Zoltán  | Magasugrás    | 210 cm    | 26.       | kiesett  | kiesett  |         |
| Bagyula István | Rúdugrás      | 560 cm    | 7.        | 560 cm   | 10.      |         |
| Gécsek Tibor   | Kalapácsvetés | 74,74 m   | 9.        | 77,62 m  | 5.       |         |
| Kiss Balázs    | Kalapácsvetés | 74,84 m   | 7.        | 73,08 m  | 12.      |         |
| Fábián Zoltán  | Kalapácsvetés | 72,80 m   | 17.       | kiesett  | kiesett  |         |
| Horváth Attila | Diszkoszvetés | 60,96 m   | 5.        | 63,60 m  | 5.       |         |
| Kóczián Jenő   | Súlylökés     | 18,20 m   | 19.       | kiesett  | kiesett  |         |

| Versenyző       | Versenyszám | 100 m | 100 m | Távolugrás | Távolugrás | Súlylökés | Súlylökés | Magasugrás | Magasugrás | 400 m | 400 m | 110 m gát | 110 m gát | Diszkoszvetés | Diszkoszvetés | Rúdugrás | Rúdugrás | Gerelyhajítás | Gerelyhajítás | 1500 m  | 1500 m | Végeredmény | Végeredmény |
| Versenyző       | Versenyszám | Idő   | Pont  | Eredmény   | Pont       | Eredmény  | Pont      | Eredmény   | Pont       | Idő   | Pont  | Idő       | Pont      | Eredmény      | Pont          | Eredmény | Pont     | Eredmény      | Pont          | Idő     | Pont   | Pont        | Helyezés    |
| --------------- | ----------- | ----- | ----- | ---------- | ---------- | --------- | --------- | ---------- | ---------- | ----- | ----- | --------- | --------- | ------------- | ------------- | -------- | -------- | ------------- | ------------- | ------- | ------ | ----------- | ----------- |
| Munkácsi Sándor | Tízpróba    | 11,14 | 830   | 765 cm     | 972        | 13,02 m   | 668       | 193 cm     | 740        | 48,38 | 891   | 14,24     | 944       | 42,00 m       | 705           | 470 cm   | 819      | 56,94         | 692           | 4:20,27 | 810    | 8071        | 6.          |
| Szabó Dezső     | Tízpróba    | 11,02 | 856   | 739 cm     | 908        | 12,87 m   | 659       | 193 cm     | 740        | 48,63 | 879   | 14,68     | 889       | 40,38 m       | 672           | 520 cm   | 972      | 50,06 m       | 589           | 4:17,23 | 831    | 7995        | 8.          |

### Női
| Versenyző            | Versenyszám     | Előfutam | Előfutam | Előfutam | Elődöntő | Elődöntő | Elődöntő | Döntő   | Döntő    |
| Versenyző            | Versenyszám     | Idő      | Hely.    | Össz.    | Idő      | Hely.    | Össz.    | Idő     | Helyezés |
| -------------------- | --------------- | -------- | -------- | -------- | -------- | -------- | -------- | ------- | -------- |
| Barati Éva           | 100 m           | 11,72    | 6.       | 26.      | kiesett  | kiesett  | kiesett  | kiesett | kiesett  |
| Barati Éva           | 200 m           | 23,88    | 6.       | 19.      | kiesett  | kiesett  | kiesett  | kiesett | kiesett  |
| Javos Anikó          | 3000 m          | 9:01,98  | 9.       | 21.      |          |          |          | kiesett | kiesett  |
| Földingné Nagy Judit | maraton         |          |          |          |          |          |          | 2:37:22 | 13.      |
| Rosza Mária          | 10 km gyaloglás |          |          |          |          |          |          | 45:31   | 14.      |

| Versenyző        | Versenyszám   | Selejtező     | Selejtező     | Döntő         | Döntő         |
| Versenyző        | Versenyszám   | Eredmény      | Helyezés      | Eredmény      | Helyezés      |
| ---------------- | ------------- | ------------- | ------------- | ------------- | ------------- |
| Zsigmond Kinga   | Gerelyhajítás | 58,18 m       | 7.            | 59,74 m       | 7.            |
| Fazekas Erzsébet | Magasugrás    | 185 cm        | 25.           | kiesett       | kiesett       |
| Ináncsi Rita     | Távolugrás    | Nem indult el | Nem indult el | Nem indult el | Nem indult el |

| Versenyző    | Versenyszám | 100 m gát | 100 m gát | Magasugrás | Magasugrás | Súlylökés | Súlylökés | 200 m | 200 m | Távolugrás | Távolugrás | Gerelyhajítás | Gerelyhajítás | 800 m   | 800 m | Végeredmény | Végeredmény |
| Versenyző    | Versenyszám | Idő       | Pont      | Eredmény   | Pont       | Eredmény  | Pont      | Idő   | Pont  | Eredmény   | Pont       | Eredmény      | Pont          | Idő     | Pont  | Pont        | Helyezés    |
| ------------ | ----------- | --------- | --------- | ---------- | ---------- | --------- | --------- | ----- | ----- | ---------- | ---------- | ------------- | ------------- | ------- | ----- | ----------- | ----------- |
| Ináncsi Rita | Hétpróba    | 13,80     | 1007      | 187 cm     | 1067       | 14,14 m   | 803       | 25,05 | 882   | 648 cm     | 1001       | 46,48 m       | 792           | 2:17,92 | 852   | 6404        |             |